# Cricula burmana
Cricula burmana är en fjärilsart som beskrevs av Swinhoe 1890. Cricula burmana ingår i släktet Cricula och familjen påfågelsspinnare. Inga underarter finns listade i Catalogue of Life.